# Waldemar Koch (Kaufmann)
Waldemar Koch (* 12. März 1891 in Hannover; † 12. Dezember 1981 in Bremen) war ein deutscher Kaufmann und Mäzen in Bremen. 

## Biografie
Koch war der Sohn eines Restaurantbesitzers. Er absolvierte bis 1911 eine kaufmännische Lehre bei einer Eisen- und Haushaltswarenhandlung in Bremen. Danach war er längere Zeit bei dem Unternehmen Bremer Fahrradhaus tätig und ab 1912 in Delmenhorst Vertreter für den Fahrradhandel bei H. W. Schmidt. 1918 wurde er Prokurist und Leiter des Unternehmens Bremer Fahrradhaus. Im Ersten Weltkrieg diente er als Soldat.

### Autohändler
Nach dem Krieg nahm Koch wieder im Fahrradhandel seine Beschäftigung auf, bis er 1923 zusammen mit J. Wilhelm Schmidt mit dem Autohandel begann. 1926 gründeten die beiden Kaufleute die Firma Bremer Fahrzeughaus Schmidt + Koch. Das Autohaus verkaufte und reparierte Autos und Motorräder der Marken Stoewer und Wanderer und dann auch andere Marken. 1934 wurde Koch alleiniger Firmeninhaber. 1939 kam die Norddeutsche Motorenbau-Gesellschaft, die Holzgasgeneratoren baute, hinzu. Es entstanden in Bremen erste Filialbetriebe an der heutigen Bismarckstraße und Stresemannstraße und die Firma war Generalvertreter von Audi, DKW und Wanderer. Im Zweiten Weltkrieg wurden Kriegsfahrzeuge repariert. 
Nach dem Krieg wurden die kriegszerstörten Anlagen wieder aufgebaut. 1946 gelang es der Firma einen Großhändlervertrag mit Volkswagen und dann auch mit Audi und Porsche abzuschließen. Auch mit Erdbaumaschinen wurde in dieser Zeit gehandelt. Das Filialnetz erweiterte sich auf über 20 Standorte, unter anderem in Bremen, Bremerhaven, Wilhelmshaven, Achim und Osterholz-Scharmbeck mit Modellen von Audi, Porsche, Volkswagen, Škoda, Opel und Ford. 1961 wurde die Firma Erdbaugeräte Schmidt + Koch ausgegliedert. 1972 wurde von ihm die Schmidt + Koch AG in Bremen gegründet, ein Unternehmen im Automobilhandel mit 340 Mio. Euro Umsatz (2009). 

### Mäzen
Waldemar Koch und seine Frau Louise waren bedeutende Mäzene in Bremen. Sie gründeten 1972 die Waldemar-Koch-Stiftung, die kulturelle, gesundheitliche und politische Maßnahme förderte und Projekte zur Völkerverständigung unterstützte.
1971 stifteten sie das Waldemar-Koch-Haus im Bremer Schnoor Nr. 27/28, das nach Plänen von Flügger & Schleuter gebaut wurde. Das 1974 fertiggestellte Haus wird vom Bremer Presse-Club verwaltet und betrieben. Es dient als Stätte der Begegnung, der Bildungsförderung, der Ausbildung des journalistischen Nachwuchses und der Pflege internationaler Beziehungen und ist Kontaktzentrum der Bremer Journalisten. 
Die Stiftung war 1974 hilfreich beim Umbau des Detentionshauses am Ostertor zum Wilhelm-Wagenfeld-Haus, das das Werk des Produktdesigners Wilhelm Wagenfeld bewahrt.
Finanziert – teils oder ganz – wurden unter anderem Maßnahmen wie beim Osterholzer Friedhof, an verschiedenen Kliniken und Parks, die Bronzestatue von Ludwig Knoop in Knoopspark, das Künstlerhaus Bremen, das Pferdemuseum Verden, beim Horst-Janssen-Museum in Oldenburg oder die Sanierung des Barkenhoffs in Worpswede. Auch Ausstellungen, Konzerte, Theaterprojekte, Kinderprojekte oder internationale Begegnungen fanden Unterstützung. 
Das Kapital der Stiftung beläuft sich auf über 27 Millionen Euro (Stand: 2001). Sie gehört zu den größeren Aktionären der börsennotierten Bremer Lagerhaus-Gesellschaft – Aktiengesellschaft von 1877.

## Ehrungen
- Die Waldemar-Koch-Brücke, eine 2008 erbaute geschwungene Stahl-Glas-Konstruktion vom Überseemuseum Bremen zum Schaumagazin Übermaxx, trägt seinen Namen.
- Verdienstkreuz Erster Klasse der Bundesrepublik Deutschland, 1961
- Die Waldemar Koch Terrasse im Bürgerpark, Bremen